# 韓国ニ於ケル裁判事務取扱規則
韓国ニ於ケル裁判事務取扱規則（かんこくにおけるさいばんじむとりあつかいきそく、明治39年勅令第166号）は、大日本帝国が保護国とした大韓帝国において行う裁判事務について規定した韓国ニ於ケル裁判事務ニ関スル法律を施行するために定められた勅令である。1906年（明治39年）6月26日に公布され、同月27日に施行された。その後、統監府裁判所司法事務取扱令（明治42年10月18日勅令第237号）によって、1909年（明治42年）10月31日をもって廃止された。

## 概要
- 総則
  - 裁判事務に関する法令中、主務大臣の職務に属するものは、統監が行う（1条）。
  - 理事庁にあっては、書記の職務に属するものは、その庁の属に行わせる（2条）。
  - 執達吏の職務に属するものは、理事庁の属又は警察官吏に行わせる（3条）。
  - 忌避又は回避に関する規定は、理事庁及び法務院の職員には適用しない（4条）。
- 刑事手続
  - 刑事事件の取扱いは、理事庁においては刑事訴訟法中地方裁判所に関する規定を準用し、法務院においては同法中控訴裁判所に関する規定を準用する（5条）。
  - 官吏、公吏の作るべき書類であって刑事訴訟法20条、21条その他同法の規定の形式に瑕疵があるものについては、理事庁又は法務院は、当該吏員に補正させることができる（6条）。
  - 検事の職務を行う職員は、急速の処分を要するものと思料するときは、公訴提起前に限り、検証、差押え、捜索又は被告人、証人、鑑定人の尋問等予審判事に属する処分をすることができる（7条1項）。この場合において、勾留状を発し、罰金及び費用の賠償の言渡しをし、又は宣誓をさせることができない（7条2項）。
  - 刑事訴訟法78条1項及び同法104条2項中市町村長の立会いに関する規定は、適用しない。ただし、この場合においては、立会人が2名あることを要する（8条）。
  - 理事庁又は法務院は、証拠の収集を要するときは、警察官に検証、差押え、捜索又は証人の尋問をさせ、及び鑑定を命ずることができる（9条1項）。この場合において、警察官は、罰金及び費用の賠償の言渡しをし、又は宣誓をさせることができない（同条2項）。
  - 受命官又は受託官は、臨検の場合において必要があると認めるときは、理事庁又は法務院の決定を待つことなく差押え、捜索又は被告人、証人を尋問し、及び鑑定を命ずることができる（10条）。
  - 被告人、証人又は鑑定人から期日に出頭すべき旨を記載した書面を差し出し、又は口頭をもって次回の出頭を命じたときは、呼出状又は召喚状を発したのと同一の効力を生ずる。ただし、口頭にて出頭を命じたときは、その旨を調書又は公判始末書に記載しなければならない（11条）。
  - 理事庁又は法務院は、公判開廷前であっても、検証、差押え、捜索又は証人、鑑定人の呼出しを決定することができる（12条）。
  - 重罪事件については、刑事訴訟法237条及び264条3項の規定は適用しない。ただし、無期流刑、無期徒刑又は死刑に該当すべき事件は、この限りでない（13条1項）。
  - 理事庁又は法務院においては、重罪、軽罪を問わず、被告事件の模様によって、弁護人を付することができる（13条2項）。
  - 証拠とすべき書類は、当事者に異議がないときは、その要旨を告知して朗読に代えることができる（14条1項）。
  - 主刑1年以下の禁錮又は200円以下の罰金に該当すべき事件であって、被告人が自白したときは、他の証拠の取調べをしないことができる（14条2項、補強法則の不適用）。
  - 再審の訴え及び非常上告は、法務院を上告裁判所とする（15条1項）。この場合においては、刑事訴訟法中これに関する規定を準用する。ただし、再審の原由たることを認めたときであっても、破棄、移送の手続をすることなく直ちに裁判をすることができる（同条2項）。
- 民事手続
  - 民事事件の取扱いは、理事庁においては民事訴訟法中区裁判所に関する規定を準用し、法務院においては同法中控訴裁判所に関する規定を準用する（16条）。
  - 弁護士があるときであっても、当事者は、理事庁又は法務院の許可を得て、訴訟能力者を代理人とすることができる（17条1項）。その許可は、いつでも取り消すことができる（同条2項）。
  - 弁護士を訴訟代理人に選任すべき場合において、弁護士がないときは、理事庁又は法務院において、適当と認めた訴訟能力者を選任することができる（18条）。
  - 書記の職務を行う者がその所属庁内において送達を受けるべき者に対して書類を交付し、受取証を差し出させたときは、送達をしたのと同一の効力を生ずる（19条）。
  - 期日の変更又は機関の伸長は、当事者が合意した場合においても、相当の理由がなければこれを許さない（20条）。
  - 訴訟関係人が期日に出頭すべき旨の記載した書面を差し出したときは、期日呼出しをしたのと同一の効力を生ずる（21条）。
  - 再度の欠席判決に対しては、故障を申し立てることができない（22条）。
  - 受命官又は受託官が検証をする場合においては、当事者の申立てによって、又は職権で、理事庁又は法務院の決定を待つことなく、検証事項に関し、証人を尋問し、及び鑑定を命ずることができる（23条）。
  - 証人及び鑑定人は、忌避することができない（24条）。
  - 法務院において事件を原審に差し戻すべき場合であっても、当事者の合意の申立てがあるときは、直ちに本案の弁論及び判決をすることができる（25条）。